# 大和 (スループ)
大和(やまと)は、日本海軍の巡洋艦(スループ)。
艦名は、奈良県の古名である大和国にちなむ。
日本国の別称にも大和があるが、こちらが由来では無い。
日本海軍最初のケースとして民間の神戸小野浜造船所で建造された。

## 艦型
3本マスト、汽帆兼用の鉄骨木皮スループ。
煙突は昇降式だった。
大正期までに
バウスプリットの短縮、展帆用ヤードの撤去、1インチ4連装機砲の撤去などが行われた。

## 艦歴

### 建造
1883年(明治16年)
2月23日にキルビーと製造契約を結び、
小野浜造船所で起工、
3月1日、神戸で建造に着手した軍艦を大和と呼ぶことが令達された。
1885年(明治18年)5月1日進水。
1887年(明治20年)11月16日(または11月6日)竣工。
東郷平八郎中佐が初代艦長に着任した。

### 巡洋艦
1886年(明治19年)
12月28日横須賀鎮守府所轄予備艦の「大和」は常備小艦隊に編入された。
日清戦争では、僚艦とともに威海衛百尺崖攻撃や劉公島砲台の砲撃などに活躍した。

### 海防艦
1898年(明治31年)3月21日、艦艇類別等級標準が制定され、「大和」は三等海防艦に類別された。
日露戦争では呉鎮守府所属として関門海峡警備の担当となり門司へ入って、同港に入港する船舶の臨検や同港周辺海域での警戒任務などを行った。
日本海海戦の前後は油谷湾にいた第三艦隊の一部艦艇との通信・連絡業務を行い、海戦後はロシア軍艦「ウラル」、「カムチャッカ」などの捕虜を陸上へ輸送した。
1910年(明治43年)2月に、大修理(大改造)を施行した。
1912年(大正元年)8月28日、等級改定で三等が廃され二等海防艦に艦種変更される。
1902年(明治35年)からは海防艦籍のまま測量任務に従事した。

### 測量艦
1922年(大正11年)4月1日、特務艦類別等級に測量艦が新設されると同時に、姉妹艦「武蔵」と共に特務艦(測量艦)に類別変更された。
本艦が発見もしくは測量した浅堆にオホーツク大和堆(1923年(大正12年)発見、1962年(昭和37年)に北見大和堆と改称)や、大和堆(1924年(大正13年)に水産講習所の天鷗丸が発見し、1926年(大正15年-昭和元年)に「大和」が精密測量)があるが、これらはいずれも本艦の名にちなんで名づけられたもの。
1935年(昭和10年)4月1日除籍。
その後、司法省の所管に移され、
浦賀港内に繋留されて、1935年（昭和10年）9月12日から小田原少年刑務所浦賀刑務支所の練習船になった。
太平洋戦争中、解体のため横浜に回航されたが、敗戦1ヶ月後の1945年(昭和20年)9月18日、台風のため鶴見川の河口に沈没。
1950年(昭和25年)に解体された。

## 艦長
※『日本海軍史』第9巻・第10巻の「将官履歴」及び『官報』に基づく。階級は就任時のもの。

### 艦長
- 東郷平八郎 中佐：1886年5月10日 - 11月22日
- 野村貞 大佐：1886年12月28日 - 1887年4月25日
- 国友次郎 大佐：1887年4月25日 - 1887年10月27日[30]
- (心得)河原要一 少佐：1887年10月27日 - 1889年5月15日
- (心得)諸岡頼之 少佐：1889年5月15日 - 1890年9月17日
- 諸岡頼之 大佐：1890年9月17日 - 1891年12月14日
- 沢良煥 大佐：1891年12月14日 - 1892年8月27日
- 尾形惟善 大佐：1893年4月15日 - 12月20日
- 舟木錬太郎 大佐：1893年12月20日 - 1894年12月5日
- (心得)上村正之丞 少佐：1894年12月5日 - 12月9日
- 上村正之丞 大佐：1894年12月9日 - 1895年7月29日
- 世良田亮 大佐：1895年7月29日 - 9月28日
- 向山慎吉 大佐：1895年9月28日 - 1896年4月1日
- (心得)早崎源吾 少佐：1896年4月1日 - 10月24日
- 早崎源吾 大佐：1896年10月24日 - 11月17日
- 酒井忠利 大佐：1897年4月17日 - 1898年3月1日
- 永峰光孚 大佐：1898年3月1日 - 10月1日
- 斎藤孝至 中佐：1899年9月2日 - 9月29日
- 太田盛実 中佐：1899年9月29日 - 1900年3月14日
- 成田勝郎 中佐：1900年5月15日 - 6月17日
- 今井寛彦 中佐：1900年6月19日 - 12月24日
- 有川貞白 大佐：1900年12月24日 - 1901年6月7日
- 伊東吉五郎 中佐：1902年3月13日 - 1903年8月17日
- 伊東吉五郎 大佐：不詳 - 1905年12月12日
- 山本竹三郎 中佐：1905年12月12日 - 1906年1月25日
- 今井兼胤 中佐：1906年1月25日 - 3月14日
- 関野謙吉 中佐：1906年3月14日 - 12月24日
- 森亘 大佐：1906年12月24日 - 1907年4月5日
- 水町元 中佐：1907年7月1日 - 7月12日
- 千坂智次郎 中佐：1907年7月12日 - 12月18日
- 吉島重太郎 中佐：1907年12月18日 - 1908年1月15日
- 高島万太郎 中佐：1908年1月15日 - 12月10日
- 岡野富士松 中佐：1908年12月10日 - 1909年10月11日
- (兼)兼子昱 中佐：1909年10月11日 - 1909年12月1日
- 布目満造 中佐：1909年12月1日 - 1910年12月1日
- 中島源蔵 中佐：1910年12月1日 - 1911年3月23日
- 菅晳一郎 中佐：1911年3月23日 - 1912年2月15日
- 兼子昱 中佐：1912年3月1日 - 12月1日
- 渡辺仁太郎 中佐：1912年12月1日 - 1913年12月1日
- 吉田孟子 中佐：1913年12月1日 - 1914年12月1日
- 古川弘 中佐：1914年12月1日 - 1915年12月13日
- 石川秀三郎 中佐：1915年12月13日 - 1916年2月10日
- 岡村秀二郎 中佐：1916年2月10日 - 12月1日
- 名古屋為毅 中佐：1916年12月1日 - 1917年12月1日[31]
- 石井祥吉 中佐：1917年12月1日[31] -
- 松山廉介 中佐：1918年12月1日[32] -
- 加藤弘三 中佐：1919年12月1日[33] - 1920年3月24日[34]
- 加藤勁次郎 中佐：1920年3月24日[34] -
- 坪田小猿 中佐：1920年12月1日[35] - 1921年12月1日[36]
- 鈴木源三 中佐：1921年12月1日[36] - 1922年4月1日[37]

### 特務艦長
- 鈴木源三 中佐：1922年4月1日[37] - 1922年11月10日[38]
- 堀内周 中佐：1922年11月10日[38] - 1923年11月10日[39]
- 重松良一 中佐：1923年11月10日[39] - 1924年10月25日[40]
- 佐藤英夫 中佐：1924年10月25日[40] - 1925年4月15日[41]
- (兼)佐藤英夫 中佐：1925年4月15日[41] - 1925年7月10日[42]
- (兼)御堀伝造 大佐：1925年7月10日 - 9月18日
- (兼)緒方三郎 中佐：1925年9月18日[43] - 1925年11月10日[44]
- 浅井謙只 中佐：1925年11月10日[44] - 1926年3月27日
- 佃久米太郎 中佐：1926年3月27日[45] - 11月20日[46]
- 渡辺三郎 中佐：1926年11月20日 - 1927年12月1日
- 佐田健一 中佐：1927年12月1日 - 1928年12月10日
- 原精太郎 中佐：1928年12月10日 - 1929年11月15日
- 栗林今朝吉 中佐：1929年11月15日[47] - 1930年12月1日[48]
- 野沢錦二 中佐：1930年12月1日[48] - 1931年12月1日[49]
- 稲川与三郎 中佐：1931年12月1日[49] - 1932年11月15日[50]
- 脇坂乗平 中佐：1932年11月15日 - 1934年2月20日
- 国生行孝 中佐：1934年2月20日[51] - 11月15日[52]

## 姉妹艦
- 葛城 [I]
- 武蔵 [II]